# Picture Music
Albums de Klaus Schulze
Blackdance
(1974) Timewind
(1975)
Picture Music est le quatrième album solo de Klaus Schulze. Il a été enregistré en 1974 et édité en janvier 1975 puis réédité en 2005. 
C'est le seul album solo où Klaus Schulze joue de la batterie, avant sa carrière solo il était batteur avec le groupe Tangerine Dream et avec Ash Ra Tempel.

## Titres
Tous les morceaux sont composées par Klaus Schulze.
| No | Titre                   | Note                        | Durée |
| -- | ----------------------- | --------------------------- | ----- |
| 1. | Totem                   |                             | 23:53 |
| 2. | Mental Door             |                             | 23:02 |
| 3. | C'est pas la même chose | bonus sur la réédition 2005 | 33:00 |

## Musicien
- Klaus Schulze : orgue Professional Duo Farfisa, Batterie, Percussion, Synthétiseurs : EMS VCS3, ARP Odyssey, ARP 2600